# Evelyn Lindström
Evelyn Anna Lindström, född 2 mars 1909 i Grimsby i England i Storbritannien, död 28 mars 1990 i Sigtuna i Sverige, var en svensk visdiktare och lärare, mest känd för sin sångtext "Nu grönskar det".

## Bakgrund
Evelyn och tvillingbrodern Herbert föddes 1909 i hamnstaden Grimsby på Englands östkust. Fadern var sjömanspastor och familjen flyttade 1919 till Vätö när fadern fick tjänst som kyrkoherde där.

## Karriär
20 år gammal blev Evelyn Lindström färdigutbildad småskollärare och ungefär vid samma tid skickade hon in några av sina dikter till kompositören Josef Eriksson. Ett par år senare gav han ut nothäftet Sånger om sol och sommar, som innehöll dikterna "Hemlängtan", "Vandrarelängtan" och "Aftonstämning" av Evelyn Lindström. 
Vid 24 års ålder skrev hon sitt mest kända verk, "Nu grönskar det".  En annan av hennes mer kända texter "Marias vaggsång" har sjungits in av bland andra Cyndee Peters och Rikard Wolff.
Evelyn Lindström var vegetarian och är begravd på Sigtuna kyrkogård.